# Cimbalini a dita
I cimbalini a dita sono uno strumento musicale a percussione formato da una coppia di piatti metallici. Fanno parte della famiglia degli idiofoni a percussione diretta a concussione e sono spesso associati alla danza popolare. Non vanno confusi con i piatti o crotales antichi, che hanno diametro e spessore maggiore. Sono uno dei principali strumenti nella danza del ventre, dove spesso la danzatrice stessa ne suona una coppia per ogni mano.
I due piattini classici sono in bronzo o ottone e hanno un diametro di 5 centimetri, con la parte esterna piatta e quella centrale concava. Possono essere legati tra loro da una cinghia di cuoio, nel qual caso hanno un foro, o essere indipendenti tra loro con un elastico per infilarli al dito, con uno o due fori.

## Nomi e forma
In inglese sono chiamati finger cymbals, in tedesco FingerZimbeln, in francese sagattes o cymbales á doigts, in turco zil, in tibetano tingsha, in India sono chiamati manjira, in greco zilia, in arabo sil-sil o sājāt e in egiziano sagat. A seconda dei Paesi, possono avere forme, dimensioni e suono diverso. I sagat egiziani sono un po' più grandi e pesanti, con suono più breve e meno squillante. Anche i tingsha (ཏིང་ཤགས་) tibetani hanno spessore e dimensioni maggiori.

## Storia
I cimbali sono usati fin dall'antichità e sono entrati nella tradizione musicale di diverse popolazioni. Furono utilizzati dalle danzatrici nei templi dell'Antico Egitto, dagli Assiri, antichi Ebrei, antichi Romani, antichi Greci ecc. Scavi archeologici hanno evidenziato che i primi cimbalini metallici del Medio Oriente risalgono al 2000 a.C., anche se in Egitto sono stati trovati analoghi strumenti in legno e in avorio datati al 3300 a.C.
Attorno al 500 a.C. i cimbalini si diffusero attorno al Mediterraneo, quando venivano suonati per l'adorazione degli dei Cibele e Dioniso. Al tempo dei Romani erano molto diffusi, anche per la facilitá di reperire bronzo. Un suonatore di cimbalini a dita è raffigurato in un mosaico della villa di Cicerone a Pompei risalente al II secolo a.C.. Il metodo più comune per suonare i piatti nell'antichità era quello di tenere un solo piatto in ciascuna mano. Le prime rappresentazioni di ballerini maschi o femmine con due cembali in ciascuna mano risalgono all'Impero Romano e sono state trovate a Roma, in Bulgaria e in Belgio.
Alla fine del Medioevo, i piatti finger erano usati principalmente da ballerini del Medio Oriente, che li suonavano accompagnando musicisti, in Turchia, Egitto, Marocco, Penisola Arabica e Persia. Intorno al XV secolo furono usati per la danza andalusa zambra mora in Spagna secondo alcuni autori.

## Utilizzi moderni

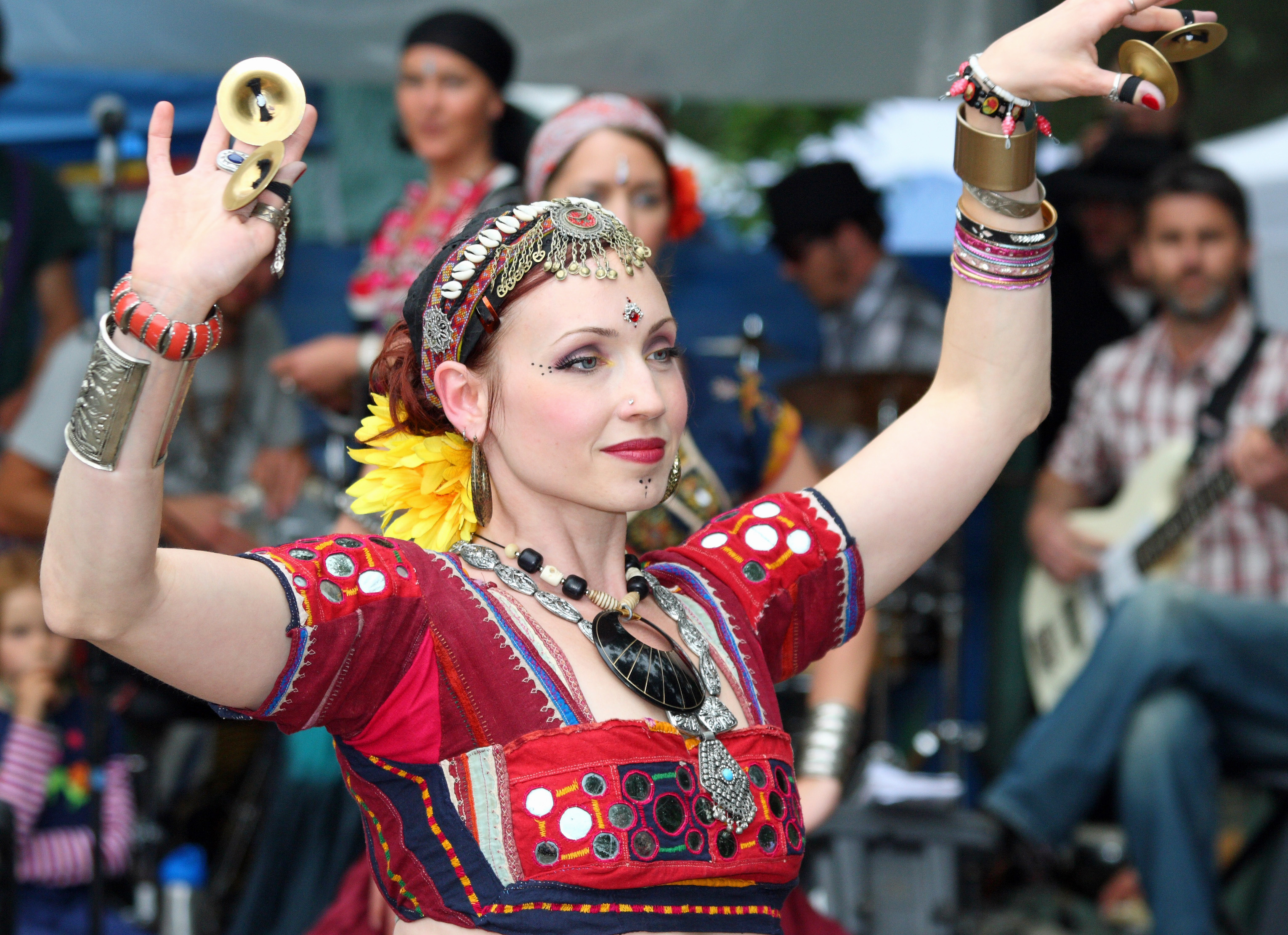
Danzatrice gitana mediorientale con i cimbalini

Sono diverse le zone dove i cimbalini a dita sono ancora diffusi e utilizzati con continuità. In Oriente sono usati dalle danzatrici, che ne suonano una coppia per ogni mano al ritmo della locale musica tradizionale. Hanno un largo impiego nella sezione ritmica delle bande musicali in Egitto, Arabia e Turchia (per esempio le Mehterhâne). I sufi li suonano prima di iniziare le cerimonie religiose. Le zilia in Grecia si suonano per i canti di Natale, ai matrimoni, ai festival e nelle danze tipiche delle isole greche. In alcuni paesi, i cimbalini a dita sono spesso usati come strumenti didattici durante le lezioni di educazione musicale.
I tingsha tibetani sono usati in Tibet per le preghiere e le meditazioni buddhiste. I manjira sono tipici cimbalini a dita del Nord dell'India che venivano usati nella locale musica classica. Questa usanza si è persa e attualmente vengono usati nelle danze kathak e nelle canzoni sacre induiste o sikh. Secondo alcuni testi sacri indiani, la coppia di cimbali rappresenta la coppia divina formata da Śiva e Śakti.
Tra le opere in cui sono stati utilizzati i cimbalini a mano vi sono Jahla, in the form of a Ductia to please Leopold Stokowski di Lou Harrison, Nuclei di Riccardo Malipiero, West Side Story, Sinfonia n. 3 Kaddish, Suite orchestrale di A Quiet Place e Songfest di Leonard Bernstein, Concerto per oboe e orchestra di Bruno Maderna, Circles di Luciano Berio, Kindertotenlied di Salvatore Sciarrino e Anactoria di Liza Lim. Molti sono stati anche gli artisti rock che li hanno usati, tra i quali i Tyrannosaurus Rex nei primi quattro album.

## Modo di impiego

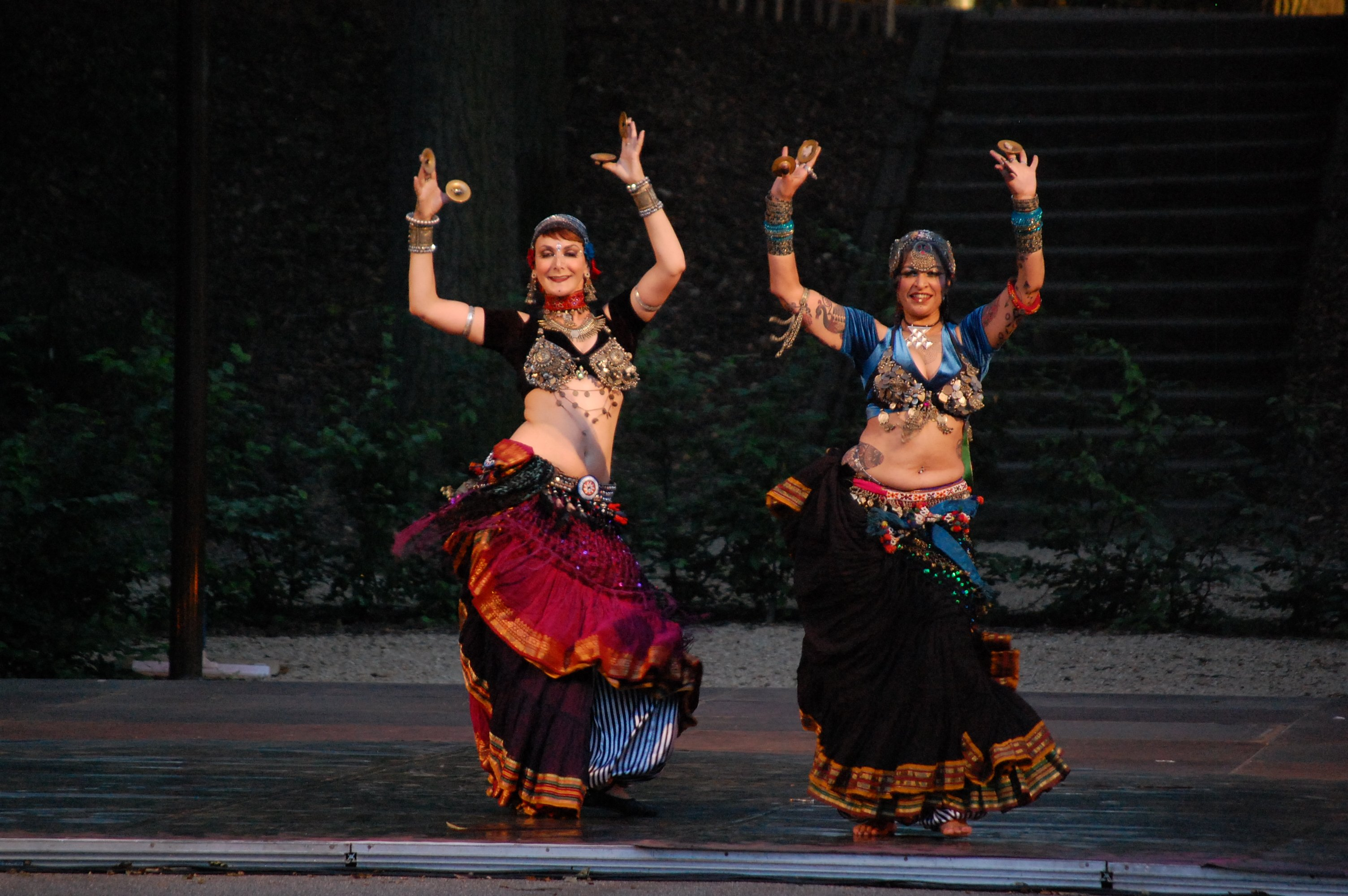
Due danzatrici del ventre con i cimbalini a dita

I due cimbalini vengono fissati al dito medio e al pollice, circa come le castagnette spagnole, in modo che le due superfici concave si percuotano tra loro. Lasciando che i piattini continuino a toccarsi dopo l'impatto si bloccano le vibrazioni e si ottiene un suono chiuso, separandoli subito continuano invece a vibrare e si ha un suono aperto. In quest'ultimo caso, se dopo l'impatto i due cimbalini vengono scossi si ottiene un suono tremolo. Si può ottenere un suono paragonabile a un rullo del tamburo sfregando tra loro i due cimbalini. Vengono talvolta utilizzate anche bacchette da batteria per percuotere un cimbalino.
In ambito orchestrale garantiscono un buon contrasto con gli strumenti acuti e le percussioni, nei momenti musicalmente meno densi del brano aggiungono un timbro sommesso. Al pari del triangolo, servono sia come strumento ritmico che per determinare l'accento.